# Ryan Wittman
Ryan Scott Wittman (Atlanta, 26 ottobre 1987) è un ex cestista statunitense, professionista in Italia e nella NBDL.

## Carriera
Figlio di Randy Wittman, ex giocatore NBA dal 1983 al 1992, Ryan ha giocato per la Cornell University fino al 2010.
Ha partecipato alla Summer League di Orlando con i Boston Celtics collezionando 4 presenze, e 3 partite nella NBA Summer League con i New York Knicks.
Grandissimo tiratore da tre punti con delle ottime percentuali dalla lunga distanza: non è mai sceso sotto il 40%.
Dal 26 agosto 2010 è stato ingaggiato con un contratto garantito di un anno dalla Fulgor Libertas Forlì. Anche a fronte degli scarsi risultati di squadra, il 7 gennaio 2011 viene tagliato dalla società forlivese per liberare in squadra il posto di americano necessario in un altro ruolo. Chiude l'esperienza in Romagna con 14,5 punti di media, il 50,9% al tiro da due e il 29,1% nelle triple.
Il 1º febbraio 2011 viene ingaggiato nella NBA D-League dai Fort Wayne Mad Ants per sostituire l'infortunato Wayne Chism. Esordisce il 3 febbraio 2011 nella partita contro gli Austin Toros segnando 5 punti in 10 minuti (1/1, 1/2).
Il 24 agosto 2011 passa ai Zastal Zielona Góra diventando il terzo americano della squadra militante nella Serie A polacca. Qui, però, rimarrà per un solo mese prima di essere tagliato con ancora il campionato da iniziare.